# مودناس
مودناس (انگلیسی: Modenas) شرکت موتورسیکلت‌سازی مالزیایی است، که در سال ۱۹۹۵ تأسیس شد.